# Fimbraria
Fimbraria là một chi rêu trong họ Aytoniaceae.